# Elaphoidella bidens
Elaphoidella bidens är en kräftdjursart som först beskrevs av Schmeil 1894.  Elaphoidella bidens ingår i släktet Elaphoidella och familjen Canthocamptidae.

## Underarter
Arten delas in i följande underarter:
- E. b. coronata
- E. b. bidens